# ワンダー・スエロ
ワンダー・スエロ・モンテロ（Wander Suero Montero, 1991年9月15日 - ）は、ドミニカ共和国サンホセ・デ・オコア州サバナ・ラーガ出身のプロ野球選手（投手）。MLBのアトランタ・ブレーブス所属。右投右打。

## 経歴

### プロ入りとナショナルズ時代
2010年にワシントン・ナショナルズと契約してプロ入り。契約後、傘下のルーキー級ドミニカン・サマーリーグ・ナショナルズでプロデビュー。15試合（先発4試合）に登板して2勝3敗、防御率4.72、39奪三振を記録した。
2011年もルーキー級ドミニカン・サマーリーグ・ナショナルズでプレーし、16試合（先発2試合）に登板して3勝2敗1セーブ、防御率5.49、41奪三振を記録した。
2012年もルーキー級ドミニカン・サマーリーグ・ナショナルズでプレーし、9試合（先発8試合）に登板して4勝2敗、防御率3.41、34奪三振を記録した。
2013年にアメリカ本土へ渡り、ルーキー級ガルフ・コーストリーグ・ナショナルズでプレー。13試合（先発3試合）に登板して8勝1敗、防御率1.65、46奪三振を記録した。
2014年はA級ヘイガーズタウン・サンズとA+級ポトマック・ナショナルズでプレーし、2球団合計で29試合（先発6試合）に登板して6勝2敗3セーブ、防御率3.62、83奪三振を記録した。
2015年はA+級ポトマックとAA級ハリスバーグ・セネターズでプレーし、2球団合計で33試合（先発5試合）に登板して7勝4敗2セーブ、防御率3.90、68奪三振を記録した。
2016年はAA級ハリスバーグでプレーし、39試合に登板して3勝0敗4セーブ、防御率2.44、48奪三振を記録した。
2017年はAA級ハリスバーグとAAA級シラキュース・チーフスでプレーし、2球団合計で54試合に登板して3勝2敗20セーブ、防御率1.79、65奪三振を記録した。オフの11月3日にメジャー契約を結んで40人枠入りした。
2018年は開幕をAAA級シラキュースで迎え、4月30日にメジャー初昇格を果たした。翌日の5月1日のピッツバーグ・パイレーツ戦でメジャーデビュー。この年メジャーでは40試合に登板して4勝1敗、防御率3.59、47奪三振を記録した。
2019年は78登板で6勝9敗、防御率4.54、81奪三振だった。ポストシーズンでは地区シリーズ第3戦に初登板するも、ジャスティン・ターナーから本塁打を浴びた。リーグ優勝決定シリーズのロースターからは外れたが、ワールドシリーズで復帰。3登板を無失点に抑えた。
2020年シーズンは22登板で23.2回を投げ28奪三振を記録し、2勝0敗、防御率3.80を記録した。
2021年は45試合に登板したが成績が悪化し、オフの11月30日にFAとなった。

### エンゼルス傘下時代
2022年3月30日にロサンゼルス・エンゼルスとマイナー契約を結び、傘下AAA級のソルトレイク・ビーズに配属された。7月7日に自由契約となった。

### メキシカンリーグ時代
2022年7月14日にメキシカンリーグのモンテレイ・サルタンズと契約した。モンテレイでは7試合に登板して1勝1敗、防御率2.84、8奪三振を記録したものの、翌2023年1月11日に自由契約となった。

### ドジャース時代
2023年1月26日にロサンゼルス・ドジャースとマイナー契約を結び、同日中にAAA級オクラホマシティ・ドジャースに配属された。その後5月5日にギャビン・ストーンのオプション降格に伴ってメジャー昇格を果たした。結局、この月は同月11日にオプションでAAA級オクラホマシティに降格した後は、25日までメジャーとマイナーを行ったり来たりした。降格後しばらくはAAA級オクラホマシティに配属されていたが、9月10日にガス・バーランドの負傷者リスト入りに伴ってメジャー再昇格を果たすと、以降はシーズン終了までチームに帯同した。レギュラーシーズン終了後の10月10日にFAとなった。ドジャースでは5試合の登板に留まり、防御率も7.88と散々だった。
なお、FAの期間にはドミニカのウィンターリーグに参加。ティグレス・デル・リセイに所属した。

### アストロズ時代
2023年12月7日にヒューストン・アストロズとマイナー契約を結び、同日中にAAA級シュガーランド・スペースカウボーイズに配属された。また、翌2024年1月19日にはスプリングトレーニングに参加することになったと発表され、同年のスプリングトレーニングには招待選手として参加したが、開幕はAAA級シュガーランドで迎えた。4月9日にフランバー・バルデスが負傷者リスト入りしたことなどに伴ってメジャー昇格を果たすも、同日のカンザスシティ・ロイヤルズ戦でロイヤルズのサルバドール・ペレスにサヨナラ適時打を浴び、敗戦投手となった。結局、この試合に登板したのみで翌10日にスペンサー・アリゲッティを昇格させることに伴って、オプションでAAA級シュガーランドに降格した。2日後に今度はジョエル・クーネルを昇格させることなどに伴ってDFAとなり、15日に再度AAA級シュガーランドに降格した。それ以降はメジャー再昇格の機会は無く、レギュラーシーズン終了後の10月11日にFAとなった。結局、この年のメジャーでの登板は前述の1試合のみに終わった。

### ブレーブス時代
2024年12月12日にアトランタ・ブレーブスとマイナー契約を結んで翌2025年のスプリングトレーニングには招待選手として参加したが、2025年の開幕はAAA級グウィネット・ストライパーズで迎えた。
2025年7月13日、同日にDFAとなったマイケル・ピーターセンと入れ替わって、移籍後初昇格を果たした。

## 投球スタイル
投球の約75％をカッターが占めている。

## 詳細情報

### 年度別投手成績
| 年 度    | 球 団    | 登 板 | 先 発 | 完 投 | 完 封 | 無 四 球 | 勝 利 | 敗 戦 | セ 丨 ブ | ホ 丨 ル ド | 勝 率 | 打 者 | 投 球 回 | 被 安 打 | 被 本 塁 打 | 与 四 球 | 敬 遠 | 与 死 球 | 奪 三 振 | 暴 投 | ボ 丨 ク | 失 点 | 自 責 点 | 防 御 率 | W H I P |
| -------- | -------- | ----- | ----- | ----- | ----- | -------- | ----- | ----- | -------- | ----------- | ----- | ----- | -------- | -------- | ----------- | -------- | ----- | -------- | -------- | ----- | -------- | ----- | -------- | -------- | ------- |
| 2018     | WSH      | 40    | 0     | 0     | 0     | 0        | 4     | 1     | 0        | 2           | .800  | 200   | 47.2     | 43       | 4           | 15       | 2     | 4        | 47       | 3     | 1        | 20    | 19       | 3.59     | 1.22    |
| 2019     | WSH      | 78    | 0     | 0     | 0     | 0        | 6     | 9     | 1        | 19          | .400  | 296   | 71.1     | 64       | 5           | 26       | 3     | 3        | 81       | 2     | 1        | 36    | 36       | 4.54     | 1.26    |
| 2020     | WSH      | 22    | 0     | 0     | 0     | 0        | 2     | 0     | 0        | 7           | 1.000 | 102   | 23.2     | 20       | 1           | 10       | 2     | 3        | 28       | 2     | 0        | 10    | 10       | 3.80     | 1.27    |
| 2021     | WSH      | 45    | 0     | 0     | 0     | 0        | 2     | 3     | 0        | 7           | .400  | 190   | 42.2     | 45       | 11          | 15       | 1     | 4        | 44       | 5     | 0        | 35    | 30       | 6.33     | 1.41    |
| 2023     | LAD      | 5     | 0     | 0     | 0     | 0        | 1     | 0     | 0        | 0           | 1.000 | 35    | 8.0      | 6        | 2           | 5        | 0     | 0        | 9        | 0     | 0        | 7     | 7        | 7.88     | 1.38    |
| 2024     | HOU      | 1     | 0     | 0     | 0     | 0        | 0     | 1     | 0        | 0           | .000  | 1     | 0.0      | 1        | 0           | 0        | 0     | 0        | 0        | 0     | 0        | 1     | 0        | ----     | ----    |
| MLB：6年 | MLB：6年 | 191   | 0     | 0     | 0     | 0        | 15    | 14    | 1        | 35          | .517  | 824   | 193.1    | 179      | 23          | 71       | 8     | 14       | 209      | 12    | 2        | 109   | 102      | 4.75     | 1.29    |

- 2024年度シーズン終了時
- 「-」は記録なし

### ポストシーズン投手成績
| 年 度     | 球 団     | シ リ ｜ ズ | 登 板 | 先 発 | 勝 利 | 敗 戦 | セ ｜ ブ | 打 者 | 投 球 回 | 被 安 打 | 被 本 塁 打 | 与 四 球 | 敬 遠 | 与 死 球 | 奪 三 振 | 暴 投 | ボ ｜ ク | 失 点 | 自 責 点 | 防 御 率 |
| --------- | --------- | ----------- | ----- | ----- | ----- | ----- | -------- | ----- | -------- | -------- | ----------- | -------- | ----- | -------- | -------- | ----- | -------- | ----- | -------- | -------- |
| 2019      | WSH       | NLDS        | 1     | 0     | 0     | 0     | 0        | 3     | 0.1      | 2        | 1           | 0        | 0     | 0        | 0        | 0     | 0        | 1     | 1        | 27.00    |
| 2019      | WSH       | WS          | 3     | 0     | 0     | 0     | 0        | 5     | 1.2      | 0        | 0           | 0        | 0     | 0        | 2        | 0     | 0        | 0     | 0        | 0.00     |
| 出場：1回 | 出場：1回 | 出場：1回   | 4     | 0     | 0     | 0     | 0        | 8     | 2.0      | 2        | 1           | 0        | 0     | 0        | 2        | 0     | 0        | 1     | 1        | 4.50     |

- 2024年度シーズン終了時

### 年度別守備成績
| 年 度 | 球 団 | 投手（P） | 投手（P） | 投手（P） | 投手（P） | 投手（P） | 投手（P） |
| 年 度 | 球 団 | 試 合     | 刺 殺     | 補 殺     | 失 策     | 併 殺     | 守 備 率  |
| ----- | ----- | --------- | --------- | --------- | --------- | --------- | --------- |
| 2018  | WSH   | 40        | 4         | 5         | 1         | 1         | .900      |
| 2019  | WSH   | 78        | 4         | 7         | 3         | 0         | .786      |
| 2020  | WSH   | 22        | 2         | 2         | 0         | 1         | 1.000     |
| 2021  | WSH   | 45        | 0         | 2         | 0         | 1         | 1.000     |
| 2023  | LAD   | 5         | 0         | 1         | 0         | 0         | 1.000     |
| MLB   | MLB   | 190       | 10        | 17        | 4         | 3         | .871      |

- 2023年度シーズン終了時

### 背番号
- 51（2018年 - 2021年）
- 46（2023年）
- 48（2024年4月9日）